# Thiếu ngủ
Thiếu ngủ là tình trạng không ngủ đủ giấc. Có thể là mãn tính hoặc cấp tính. Mức độ thiếu ngủ có thể thay đổi rất nhiều.
Trạng thái hạn chế ngủ mãn tính có thể gây mệt mỏi, buồn ngủ ban ngày,  sự vụng về và giảm cân hoặc tăng cân. Gây ảnh hưởng bất lợi đến não và chức năng nhận thức. Tuy nhiên, trong một nhóm nhỏ các trường hợp thiếu ngủ có thể, ngược lại, dẫn đến tăng năng lượng và sự tỉnh táo và tăng cường tâm trạng; mặc dù hậu quả lâu dài chưa bao giờ được đánh giá, thậm chí đã được sử dụng như một phương pháp điều trị trầm cảm.
Vài nghiên cứu đã so sánh ảnh hưởng của việc thiếu ngủ toàn phần cấp tính và thiếu ngủ một phần mãn tính. Việc hoàn toàn không ngủ trong thời gian dài thường không thường xuyên ở người (trừ khi mắc hội chứng mất ngủ trong gia đình gây chết người hoặc các vấn đề cụ thể gây ra bởi phẫu thuật) có vẻ như không thể tránh khỏi những giấc ngủ cực ngắn. Việc thiếu ngủ lâu dài đã gây tử vong ở động vật thí nghiệm.
Kỷ lục thế giới trong tình trạng thiếu ngủ được thiết lập năm 2007 bởi người Anh Tony Wright, tỉnh táo trong 266 giờ. Ông đã phá vỡ kỷ lục của Randy Gardner, người đã dành 264 giờ để không ngủ.

## Ảnh hưởng sinh lý

Ảnh hưởng sức khỏe chính của thiếu ngủ.

Nói chung, thiếu ngủ có thể dẫn đến:
- đau cơ bắp[10]
- Căng thẳng nhiều hơn [9][11]
- sầu
- Giảm trí nhớ.
- không tập trung trong công việc.
- Sảng khoái  trong khi ngủ và thức dậy, điều này hoàn toàn bình thường[12]
- run tay[13]
- nhức đầu
- muộn phiền
- lẹo
- bọng mắt, thường được gọi là "túi dưới mắt" hoặc túi mắt
- tăng huyết áp[14][15]
- tăng nồng độ hormone căng thẳng[15]
- tăng nguy cơ đái tháo đường[15]
- tăng nguy cơ đau xơ cơ[16]
- cáu gắt
- nystagmus (chuyển động mắt liên tiếp không tự nguyện)[17]
- béo phì
- co giật[18]
- cơn giận dữ ở trẻ em
- hành vi bạo lực[19]
- ngáp
- hưng cảm[20]
- Các triệu chứng như:
  - Rối loạn tăng động giảm chú ý (ADHD)
  - Loạn tâm thần[12][21][22][23]
  - Rối loạn phi cá nhân hóa[24]